# Рамсай, Карл Хенрик Вольтер
Карл Хенрик Вольтер Рамсай (фин. Carl Henrik Wolter Ramsay), (31 марта 1886, Гельсингфорс — 25 июля 1951, Висбю, Швеция) — финский государственный деятель, дипломат.

## Биография
Родился 31 марта 1886 года в Гельсингфорсе.
С 14 ноября 1941 по 5 марта 1943 — заместитель министра иностранных дел Финляндии.
С 29 октября 1941 по 3 июля 1942 — заместитель министра снабжения Финляндии.
С 3 июля 1942 по 5 марта 1943 — Министр снабжения Финляндии.
С 5 марта 1943 по 8 августа 1944 — Министр иностранных дел Финляндии. Укреплял сотрудничество Финляндии с Великобританией и США. Вышел в отставку с избранием президентом Финляндии Густава Маннергейма.
Скончался 25 июля 1951 года в Висбю.